# Igor Wladimirowitsch Kassatonow

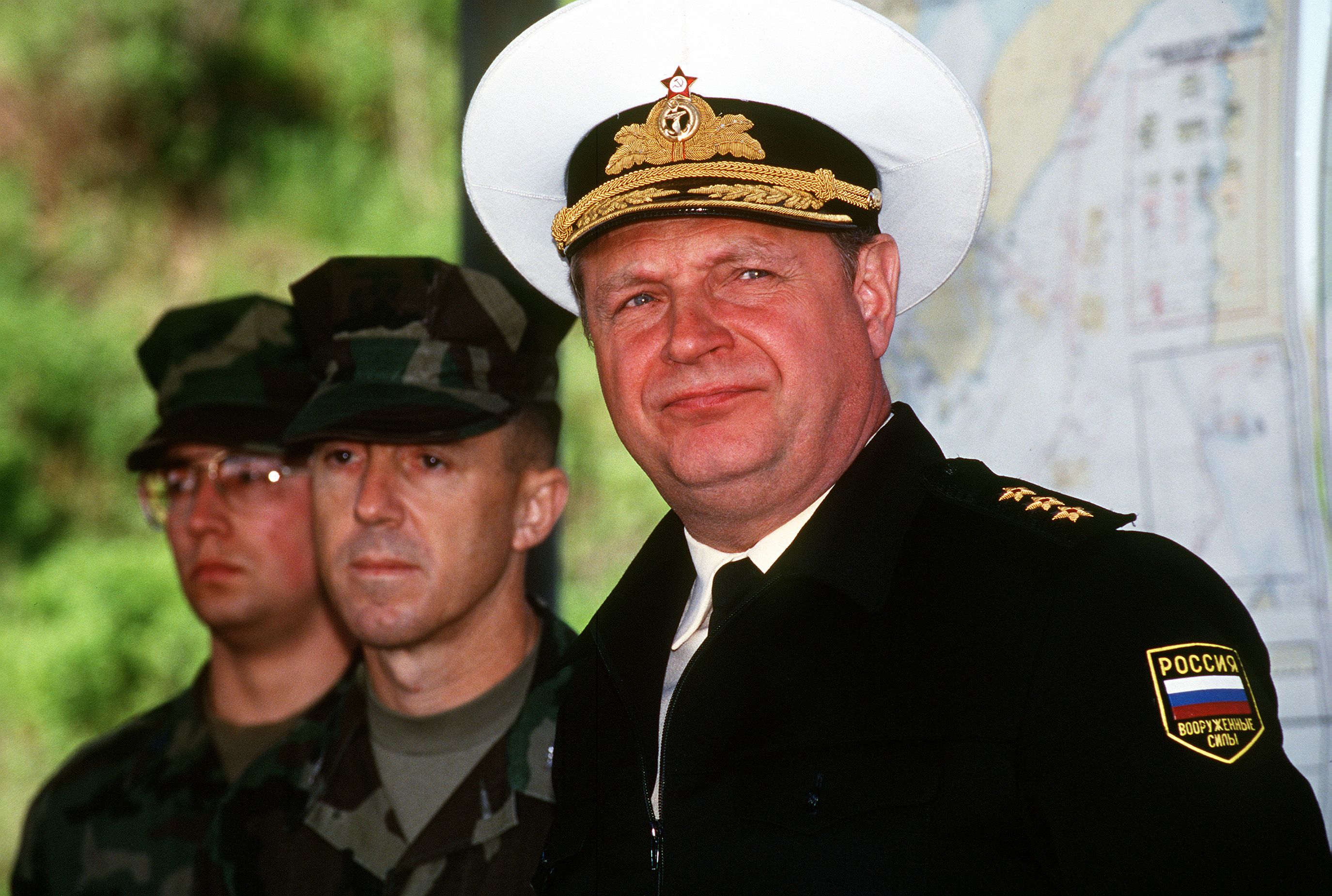
Admiral Kassatonow bei einer amerikanisch-russischen Truppenübung im Juni 1994

Igor Wladimirowitsch Kassatonow (russisch Игорь Владимирович Касатонов; * 10. Februar 1939 in Wladiwostok) ist ein russischer Admiral und war Kommandeur der russischen Schwarzmeerflotte (1991–1992) sowie stellvertretender Oberkommandierender der Russischen Seekriegsflotte (1992–1999).

## Leben

### Militärische Laufbahn
Kassatonow, Sohn des sowjetischen Flottenadmirals Wladimir Kassatonow, trat 1956 nach Abschluss der Mittelschule in die Sewastopoler Nachimow-Offiziershochschule der Sowjetischen Seekriegsflotte ein, die er 1960 in der Spezialisierungsrichtung Raketenbewaffnung „mit Auszeichnung“ absolvierte. Er begann seinen Dienst als Leutnant der Schwarzmeerflotte auf dem Zerstörer Gnewny in der Funktion des Kommandeurs einer Raketenbatterie. In Abwesenheit absolvierte er 1966 das Sewastopoler Werk für Gerätebau und wurde Kandidat der Wissenschaften. 1967 schloss er erfolgreich Höhere Speziallehrgänge für Offiziere ab und wurde ab 1969 Kommandant des Großen U-Jägers Proworny. 1972 beendete er erfolgreich die Seekriegsakademie, wurde anschließend Kommandant des Großen U-Jägers Otschakow und vorzeitig zum Fregattenkapitän befördert. Von 1975 bis 1977 sowie ab 1979, nach Absolvieren der Woroschilow-Generalstabsakademie, diente er als Stabschef und wurde 1980 als Kommandeur der 30. U-Jägerdivision der Schwarzmeerflotte eingesetzt. Von April 1982 bis April 1988 kommandierte er die Kola-Flottille gemischter Kräfte der Nordflotte. Vom 9. April 1988 bis zum 14. September 1991 diente er als 1. Stellvertreter des Admirals Gromow, des Kommandeurs der Nordflotte. Kassatonow leitete den seit dem Zweiten Weltkrieg ersten Besuch sowjetischer Kriegsschiffe in den USA. Von 1991 bis 1992 kommandierte er die Schwarzmeerflotte und fand anschließend eine Verwendung als 1. Stellvertreter des Oberkommandierenden der Russischen Seekriegsflotte. Seit 1999 befindet er sich im Ruhestand.
Kassatonow ist verheiratet und hat neben einer Tochter zwei Söhne, die Offiziere der Russischen Seekriegsflotte sind.

### Politische Tätigkeit
Von Oktober bis Dezember 1992 kandidierte Kassatonow bei Nachwahlen für Noworossijsk als Volksvertreter Russlands. Er war von März bis April 1997 Direktor des Russischen staatlichen militär-historischen Kulturzentrums bei der Regierung der Russischen Föderation (russisch Росвоенцентр). Auf Erlass des Präsidenten wurde er im April 1997 als Mitglied des Nationalen Komitees zur Durchführung des Jahres der Menschenrechte in der Russischen Föderation bestätigt. Er wurde Leiter der gesellschaftlichen Organisation „Russische Marineversammlung“ (russisch „Российское морское собрание“) sowie Mitglied der Petrowsker Akademie der Wissenschaften und Künste.
2001 kandidierte er als Gouverneur der Region Primorje, zog aber seine Kandidatur später ohne Angaben von Gründen zurück.

## Auszeichnungen
- Orden des Roten Sterns
- Orden „Für den Dienst am Vaterland in den Streitkräften der UdSSR“ 2. und 3. Klasse
- Militärischer Verdienstorden
- Orden „Für Verdienste zur See“
- weitere Medaillen

## Veröffentlichungen
Kassatonow ist Autor von 15 Sachbüchern über die Geschichte der Seekriegsflotte. Außerdem veröffentlichte er zahlreiche wissenschaftliche Arbeiten. In russischer Sprache erschienen u. a. folgende Werke:
- Komandui︠u︡ flotom : S.G. Gorshkov i ego admiraly na Chernom more v period kholodnoĭ voĭny. Andreevskiĭ flag, Moskau 2004, ISBN 5-9553-0033-3.
- Černomorskaja ėskadra 1940–1961. učastie v Velikoj Otečestvennoj vojne ; zakat ėry linejnych korablej. А2-А4, Moskau 2007, ISBN 978-5-9798000-2-8, S. 772.
- Flot vykhodit v okean : povestʹ ob admirale flota V.A. Kasatonove. Astra-Li︠u︡ks, Sankt Petersburg 1995, ISBN 5-87499-014-3.
- I. V. Kasatonov; Vladimir Ûl'evič Gribovskij; et al: Tri veka rossijskogo flota : v treh tomah. Logos, Sankt Petersburg 1996, ISBN 5-87288-115-0.